# Buk Pomorski
Buk Pomorski – wieś w Polsce położona w województwie kujawsko-pomorskim, w powiecie brodnickim, w gminie Jabłonowo Pomorskie.

## Podział administracyjny
w latach 1975–1998 miejscowość administracyjnie należała do województwa toruńskiego.

## Demografia
Według Narodowego Spisu Powszechnego (III 2011 r.) liczył 288 mieszkańców. Jest dziewiątą co do wielkości miejscowością gminy Jabłonowo Pomorskie.

## Znane osoby
Urodził się tutaj Witold Kiedrowski (1912-2012), duchowny katolicki, weteran II wojny światowej, kapelan, działacz polonijny i kombatancki we Francji, generał brygady, kawaler Legii Honorowej.

## Dawna nazwa
Przed rokiem 1920 funkcjonował pod nazwą Königliche Buchwalde.